# Sonate K. 73
Pour les articles homonymes, voir K73.
La sonate K. 73 (F.33/L.217) en ut mineur est une œuvre pour clavier du compositeur italien Domenico Scarlatti.

## Présentation
La sonate K. 73, en ut mineur, est une petite suite notée Allegro suivi de deux Minuetto (mesures 50 à 77 et 78 à fin). La similitude thématique de section en section se fait par une figure rythmique de plus en plus serrée :
Le dernier menuet est chiffré, ce qui confirme la possibilité de jouer à plusieurs instruments. Pestelli l'agrège à la suite de la sonate K. 24 et ne forme donc qu'un seul numéro, le 80 de son catalogue.

L'unique manuscrit est le numéro 37 du volume XIV de Venise (1742), copié pour Maria Barbara.

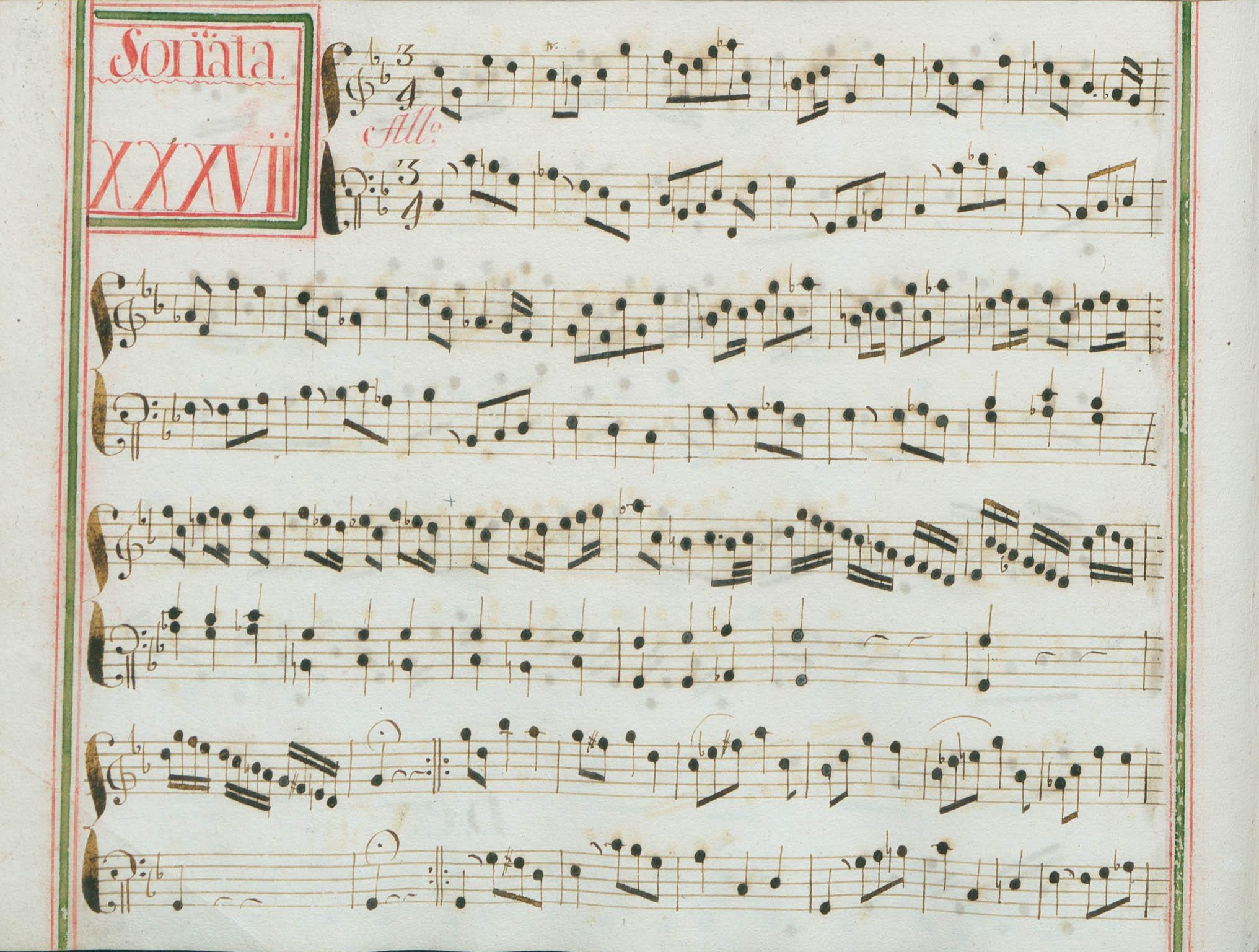
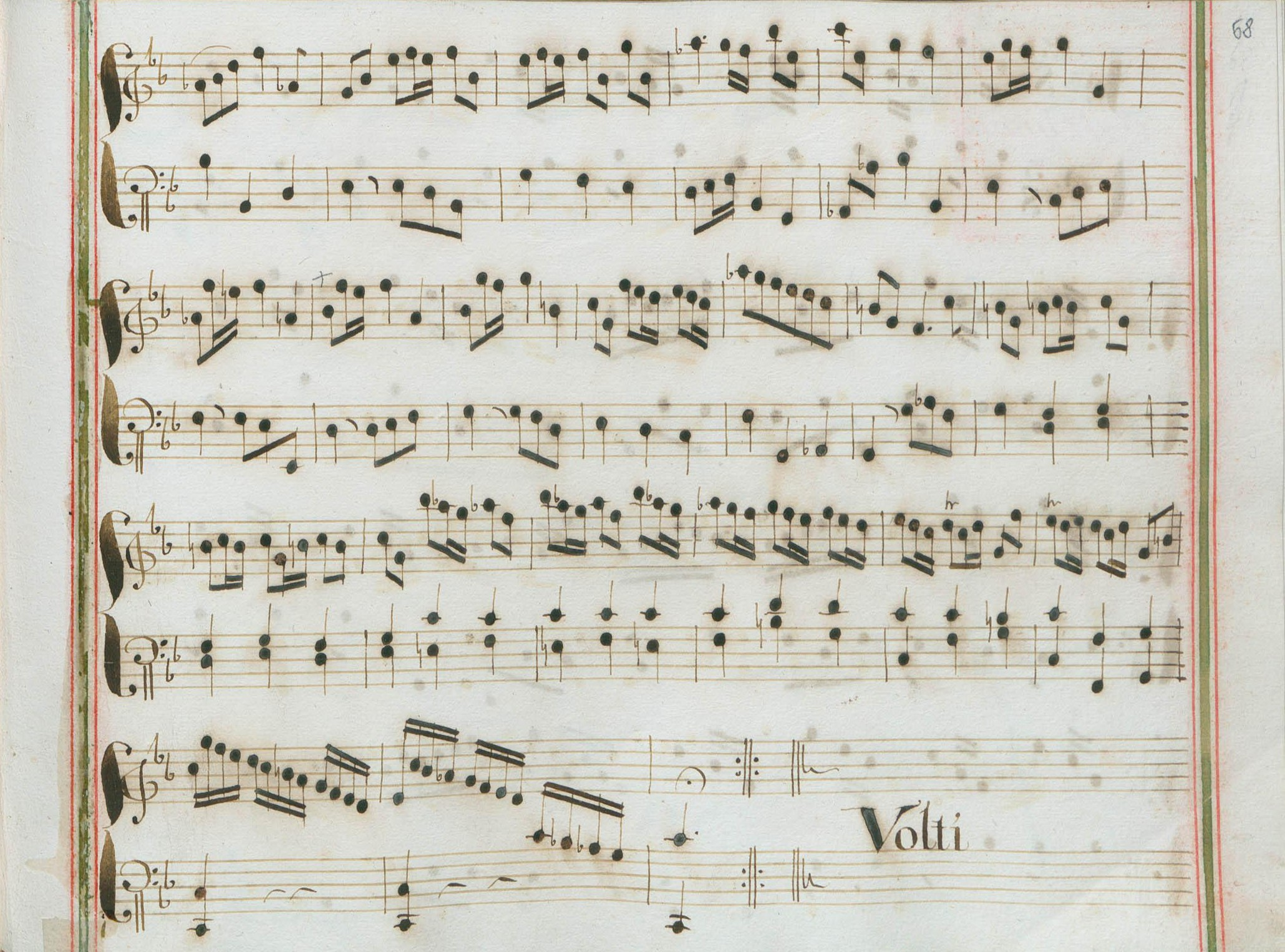
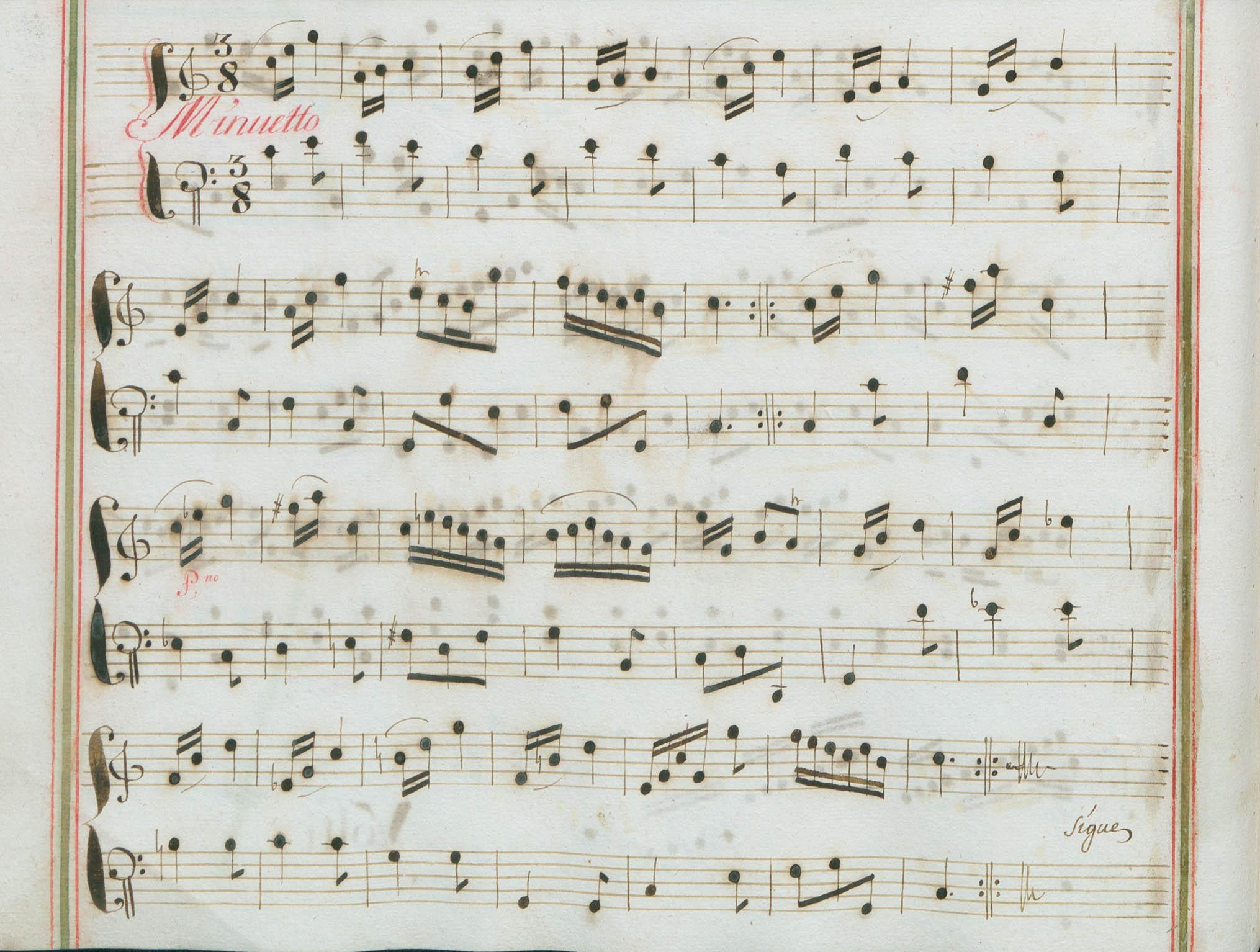
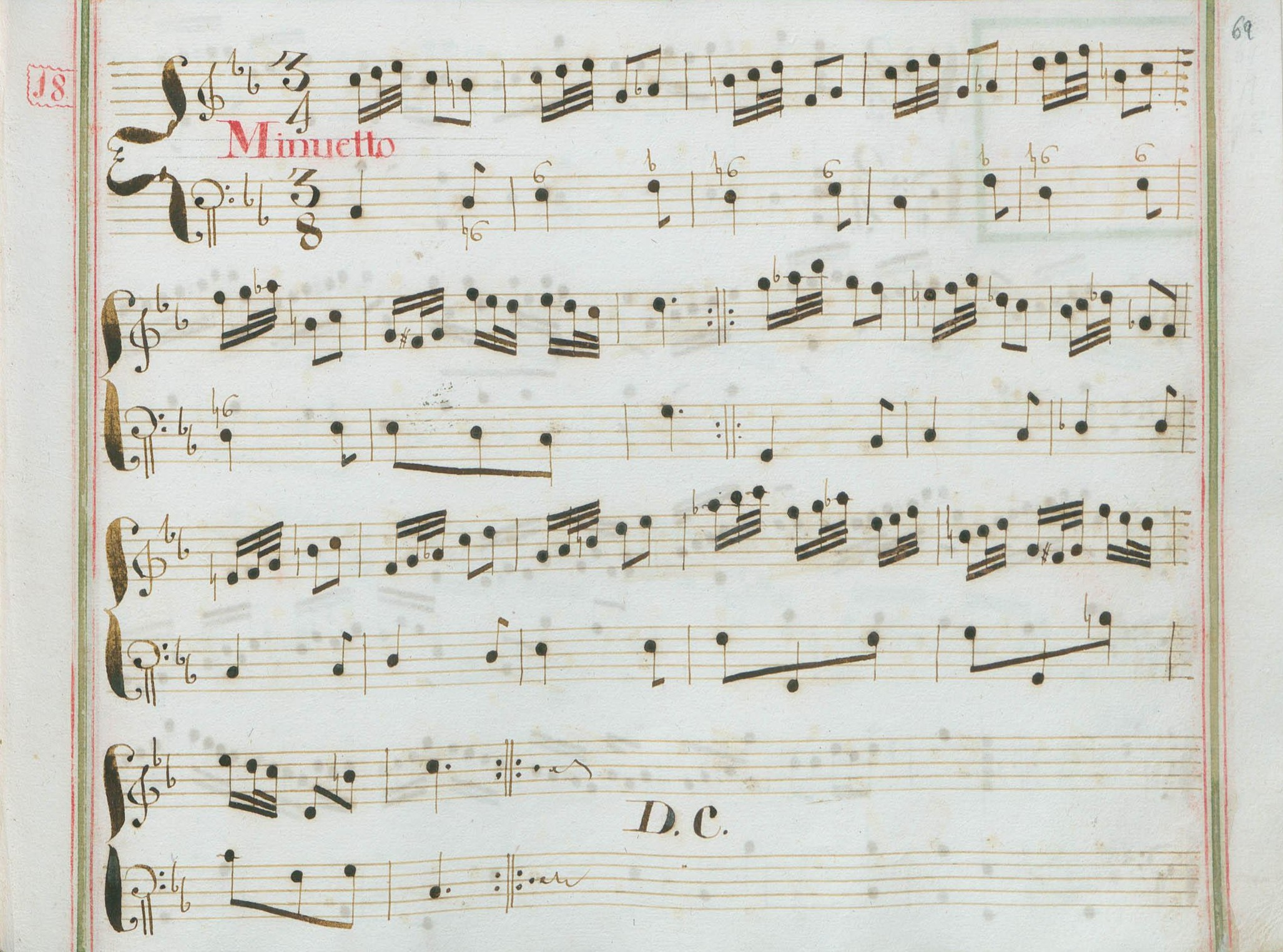

## Interprètes
La sonate K. 73 est défendue au clavecin par Scott Ross (1985, Erato), Richard Lester (2005, Nimbus, vol. 6), Pieter-Jan Belder (Brilliant Classics, vol. 2) et Francesco Cera (Tactus, vol. 3). L'ensemble La Tempestad en interprète l'arrangement pour cordes de Silvia Márquez Chulilla (2017, IBS Classical) parmi d'autres sonates de Scarlatti du volume de 1742.

## Sources
: document utilisé comme source pour la rédaction de cet article.
- Ralph Kirkpatrick (trad. de l'anglais par Dennis Collins), Domenico Scarlatti, Paris, Lattès, coll. « Musique et Musiciens », 1982 (1re éd. 1953 (en)), 493 p. (ISBN 978-2-7096-0118-4, OCLC 954954205, BNF 34689181).
- Alain de Chambure, « Domenico Scarlatti : Intégrale des sonates — Scott Ross », Erato (2564-62092-2), 1985 (OCLC 891183737) .